# سیارک ۳۳۹۹۴
سیارک ۳۳۹۹۴ (به انگلیسی: 33994 Regidufour، نامگذاری:2000OR1) سی و سه هزار و نهصد و نود و چهارمین سیارک کشف شده‌است که در ۲۶ ژوئیه ۲۰۰۰ کشف شد.